# Rasht
Rasht (persană : رشت) este capitala provinciei Gilan, în nord-vestul Iranlui, impotant centru comercial între Caucaz, Rusia și Iran, grație portului Bandar-e Anzali.Rasht este de asemenea un important centru turistic.
În timpul istoriei iraniene, Rasht a rămas un oraș de graniță și una dintre poreclele sale istorice a fost „dār al-marz” (Țara de frontieră).
Unele dintre cartierele celebre din Rasht sunt: Gulsar (Golsar), Safsar, Khamiran și Kurdmahale (Kordmahaleh).